# Hans van Oosterhout

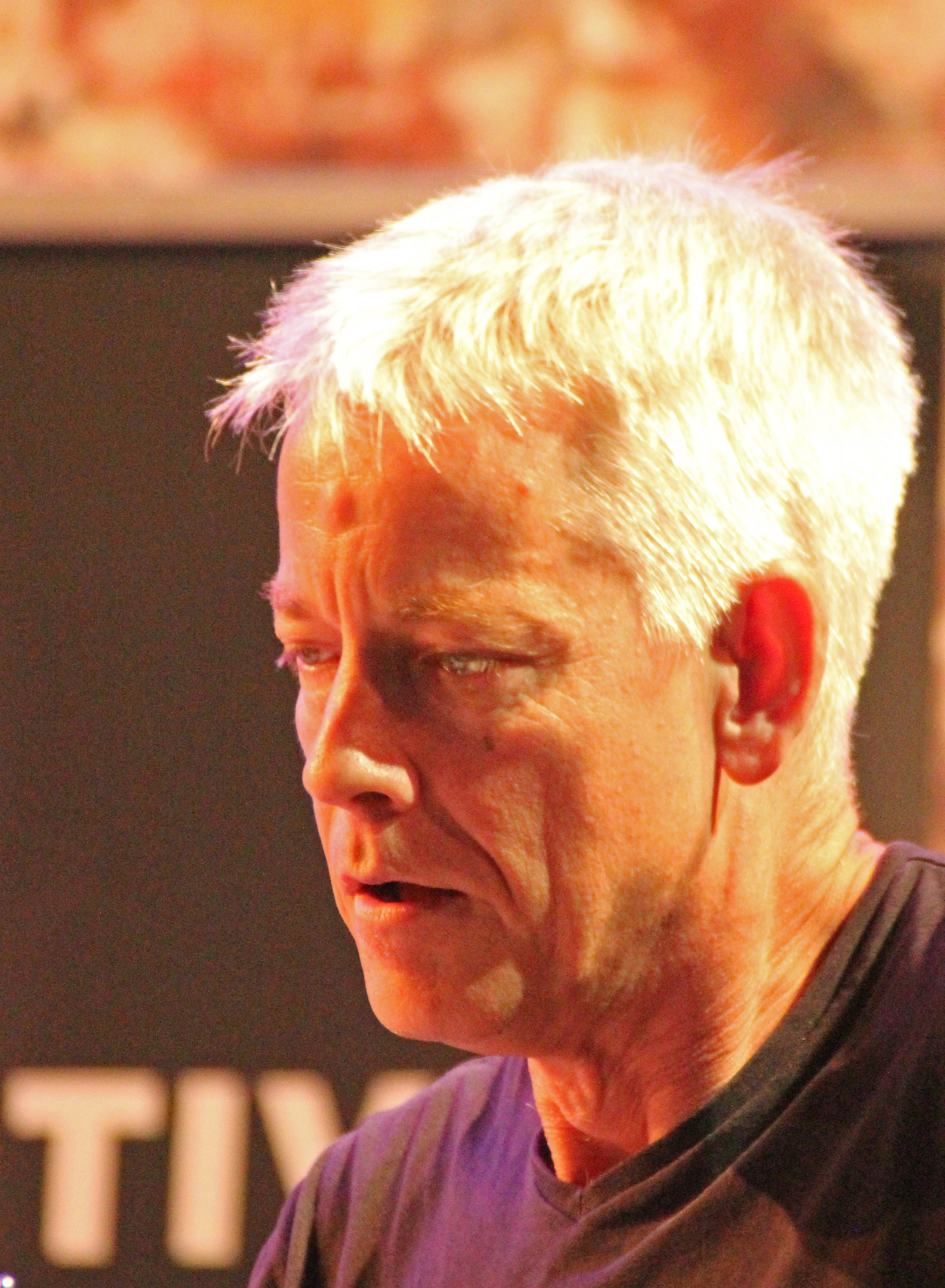
Hans van Oosterhout bei einem Auftritt im Frankfurter Palmengarten, 2017

Hans van Oosterhout (* 21. April 1965 in Oosterhout) ist ein niederländischer Jazz- und Fusionmusiker (Schlagzeug).

## Leben und Wirken
Oosterhout begann im Alter von sieben Jahren mit dem Schlagzeugspiel, nachdem er ein Konzert von Huub Janssen und Johnny Meiers erlebt hatte. Direkt nach dem Schulabschluss begann er sein Instrumentalstudium an der Rotterdamer Konservatorium. Gleich nach dem Studienabschluss 1987 wurde er dort zum Hauptfachlehrer im Fach Schlagzeug berufen. Er ist aktuell auch Hauptfachlehrer am Fontys Konservatorium Tilburg.
Oosterhout entwickelte sich zu einem sehr gefragten Schlagzeuger. In den 1990er Jahren gehörte er zum Quartett von Philip Catherine und zum Trio von Nathalie Loriers. Als Mitglied des Trios von Karel Boehlee spielte er regelmäßig mit Toots Thielemans. Hein van de Geyn holte ihn als Mitglied in seine Gruppe Baseline, wo er auch mit John Abercrombie arbeitete. Er war beteiligt an dem Album Dutch Songbook (2010) von Jan Menu und Jasper Soffers, das dem Potenzial niederländischer Jazzstandards nachspürte.
Weiterhin trat er auf mit Ralph Moore, Nat Adderley, Bob Malach, Viktor Lazlo, Rick Margitza, Denise Jannah, Dee Dee Bridgewater, Madeline Bell, Kenny Wheeler, Gary Burton, Benny Golson, Magic Malik, Red Holloway, James Moody, Nelson Veras, Harmen Fraanje, Jesse van Ruller, Deborah Brown, Dee Daniels, Dr. Lonnie Smith, Pete King, Richard Galliano, Chico Freeman, Lionel Loueke, Anne Ducros, David Sánchez, Johnny Griffin, Randy Brecker, John Scofield und Gino Vannelli.
1998 wurde er zum besten Jazzdrummer in der Zeitschrift Belgium Jazz Magazine gewählt. Er spielt auf mehr als 100 CD-Aufnahmen als Sideman, unter anderem mit Lee Konitz, Jacques Schwarz-Bart, Dick de Graaf, Olivier Hutman, Bobby Watson, Ivan Paduart, Cor Bakker, Spike Robinson, David Linx, Mark Murphy, Jack van Poll, Michel Herr,  Sal La Rocca oder Vaya Con Dios.

## Diskographische Hinweise
- Bert van den Brink, Hein van de Geyn, Hans van Oosterhout Between Us (Live at the Bimhuis) (Challenge 2004)
- Kenny Werner, Hein van de Geyn, Hans van Oosterhout Collaboration (Challenge 2013)